# Centro Huala
Centro Huala es un caserío peruano ubicado en el distrito de Frías, perteneciente a la provincia de Ayabaca del departamento de Piura, al norte del Perú.

## Ubicación
Centro Huala se ubica al suroeste de la provincia de Ayabaca, en el distrito de Frías, en el departamento de Piura.

## Demografía
En 2017 Centro Huala tenía una población de 148 habitantes.
| Gráfica de evolución demográfica de Centro Huala entre 1993 y 2017 |
|                                                                    |
| Fuentes: Población 1993 (junto con Bajo Huala) y 2017              |